# Henrik Hololei
Henrik Hololei (ur. 1 kwietnia 1970) – estoński ekonomista, urzędnik państwowy i europejski, w latach 2001–2002 minister gospodarki.

## Życiorys
W 1993 ukończył ekonomię na Uniwersytecie Technicznym w Tallinnie. Kształcił się również na Uniwersytecie Aarhus. Od 1993 pracował w administracji związanej z handlem zagranicznym. W 1996 został radcą w biurze integracji europejskiej. W tym samym roku objął obowiązki dyrektora tego biura, wykonując je do 2001 i ponownie od 2002 do 2003. Pomiędzy tymi okresami, od października 2001 do stycznia 2002, sprawował urząd ministra gospodarki w drugim rządzie Marta Laara. W latach 2003–2004 w ramach administracji rządowej był głównym radcą ds. stosunków europejskich.
W 2004 przeszedł do pracy w Komisji Europejskiej. Do 2013 był szefem gabinetu Siima Kallasa, pełniącego funkcje członka i wiceprzewodniczącego KE. W 2013 został zastępcą sekretarza generalnego Komisji Europejskiej, a w 2015 stanął na czele DG MOVE (Dyrekcji Generalnej ds. Mobilności i Transportu).
Odznaczony estońskim Orderem Gwiazdy Białej III klasy (2004), Krzyżem Wielkim Orderu Lwa Finlandii (2001), francuskim Orderem Narodowym Zasługi V klasy (2005), łotewskim Krzyżem Uznania III klasy (2015), ukraińskim Order „Za zasługi” III klasy (2022).